# ランドルフ・ネッセ

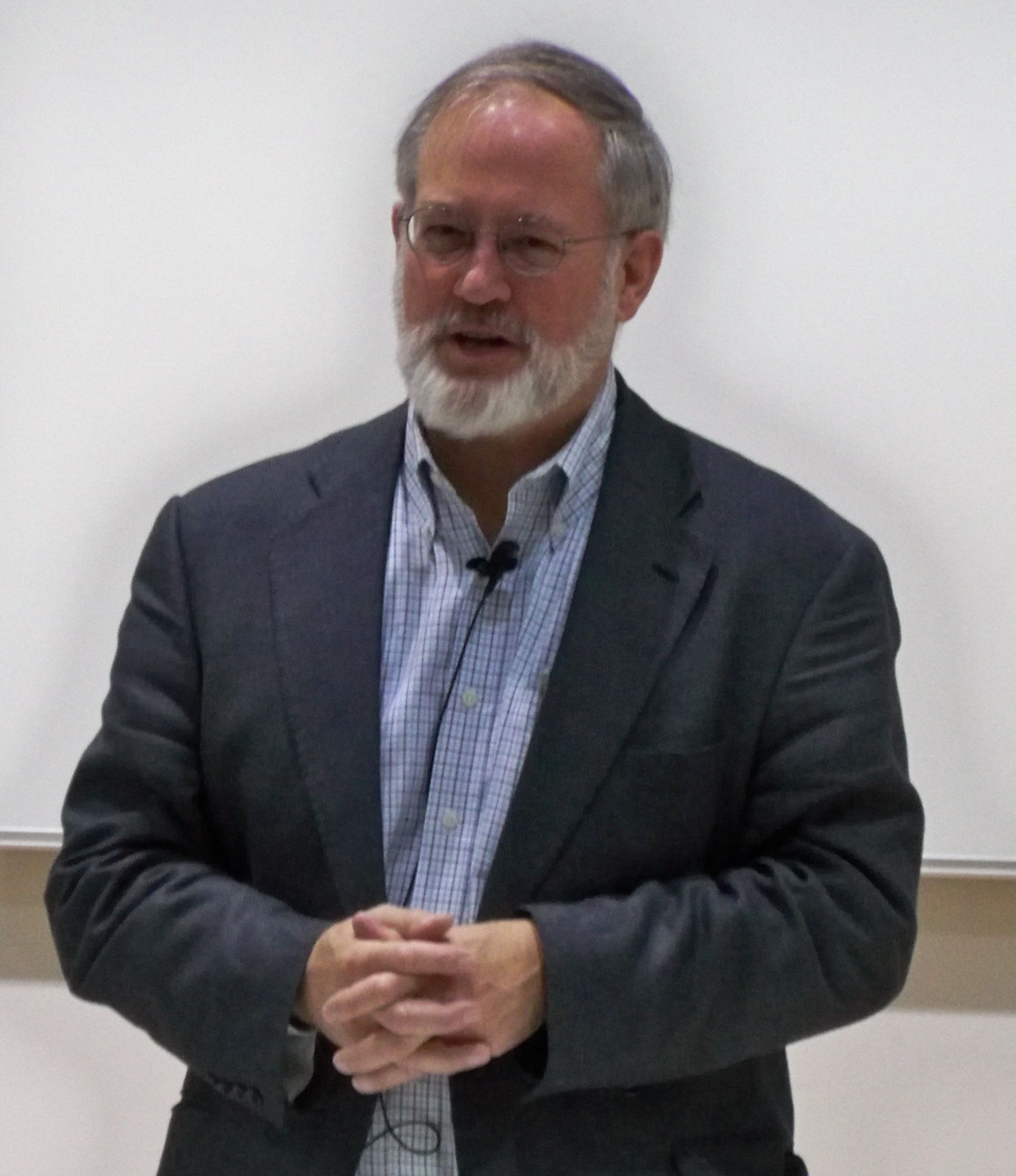
Randolph M. Nesse

ランドルフ・M・ネッセ（Randolph M. Nesse, M.D.、1948年 - ）は、アメリカ合衆国の医師、進化生物学者。進化心理学、進化医学（ダーウィン医学）の研究で知られ、また、感情の進化論的起源や、自然選択が気分の形成に果たす役割についての研究でも知られている。
ネッセは、ミシガン大学医学校を卒業し、ミシガン大学アナーバー校の心理学教授と大学医学校の精神医学教授を兼任した。ミシガン大学の進化と人間適応に関するプログラムの代表者も務めた。
2014年からはアリゾナ州立大学に移り、生命科学の教授を務めるかたわら進化医学センターの創設理事長に就任している。
ネッセは、ジョージ・クリストファー・ウィリアムズと『Why We Get Sick』（1995年）を共著している。

## 苦労の免疫理論
ネッセは、人間の希望や絶望についての考察の中で、困難な状況の経験とそれに耐える力について、これを免疫の働きに喩える「苦労の免疫理論」を唱えた。山田昌弘は2004年の著書『希望格差社会』の中で、ネッセの議論を「社会に出る前に『小さな苦労』に出会い、その苦労が報われるという経験をしておくと、苦労に対する免疫ができ、社会に出てからも大きな苦労に対し、希望をもって対処することができるということ」と紹介し、現代日本が若者が希望をもちにくいとする主張の根拠のひとつとした。

## おもな業績
- Nesse, R. M. (1999). "Testing evolutionary hypotheses about mental disorders." In S. Stearns (Ed.), Evolution in Health and Disease (pp. 260–266). New York: Oxford University Press.
- Nesse, R. M., & Williams, G. C. (1995). Why We Get Sick. New York: Times Books.
- Nesse R (1997), “An evolutionary perspective on panic disorder and agoraphobia”, in Baron-Cohen S, The maladapted mind: classic readings in evolutionary psychopathology, East Sussex: Psychology Press, pp. 73-84, ISBN 0-86377-460-1 2011年1月21日閲覧。
- Nesse R; Williams, G.C (1997), “Are mental disorders diseases?”, in Baron-Cohen S, The maladapted mind: classic readings in evolutionary psychopathology, East Sussex: Psychology Press, pp. 1-22, ISBN 0-86377-460-1 2011年1月21日閲覧。
- Nesse, R. M., & Williams, G. C. (1999). "Research designs that address evolutionary questions about medical disorders." In S. Stearns (Ed.), Evolution in Health and Disease (pp. 16–26). New York: Oxford University Press.
- "Is the market on Prozac?", February 28, 2000 Stanford University Press
- Nesse, R. M. (1999). "Is Depression an Adaptation?" Arch Gen Psychiatry. 2000;57:14-20 Full text
- Kellera,M.C. and Nesse,R.M.(2005). "Is low mood an adaptation? Evidence for subtypes with symptoms that match precipitants." Journal of Affective Disorders 86  27–35 Full text